# Those Who Do Not
Those Who Do Not fue un álbum lanzado en 1984 por el grupo inglés Psychic TV. El álbum, integrado por dos discos de 12” fue lanzado por la discográfica Gramm Records y contiene 10 canciones. También existe una versión de portada en blanco y negro.
Este álbum contiene grabaciones en vivo durante un recital en Reikiavik, Islandia, en noviembre de 1983.

Live in Reykjavik incluye grabaciones de Sveinbjörn Beinteinsson. Guðlaugur Kristinn Óttarsson participó con una de sus invenciones, el “P-Orridgemetro” (del inglés P-Orridgemeter), un dispositivo diseñado especialmente para este trabajo, que era programado dentro de cualquier pulso o frecuencia y podía ser accionado por estos sonidos para reproducir la secuencia en patrones idénticos. De esta manera se podían tocar sonidos grabados sin la presencia de músicos.
Una versión de este álbum salió en 1987 a través de Temple Records, la discográfica del líder de PTV, Genesis P-Orridge, con el título de Live in Reykjavik.

## Lista de canciones
1. Those Who Do Not
2. Attraction Romantique
3. Fear
4. Unclean
5. Skinhead 2
6. The Full Pack
7. What's A Place Like You..
8. Meanwhile..
9. In The Nursery
10. Oi Skinhead

## Músicos
Vocalista, violín, bajo eléctrico: Genesis P-Orridge y Paula P-Orridge.

Guitarra: Alex Ferguson.

Cintas, batería: John Gosling y Hilmar Örn Hilmarsson.

Vocalista de fondo: 5V's para “The Full Pack”.

## Equipo de producción
Asistente: Hubert Noi, Ebbi y Stanya.

Ingeniero: Tryggvi 2.

Producción: Hilmar Örn Hilmarsson.

Idea de interacción espacio-temporal: Eden32.

Publicación: Crippled Frog Music.

Corte: Steve Angel en Utopia.